# پریماکین
پریماکین یا پریماکویین به صورت قرص برای درمان مالاریا استفاده می‌شود.
- در صورت بروز تحریک گوارشی می‌توان دارو را همراه با غذا یا داروهای آنتی اسید مصرف نمود.
- قبل از تجویز پریماکین بهتر است وضعیت بیمار از نظر کمبود G۶PDبررسی و مقدار مصرف دارو تنظیم شود.
- این دارو درموارد کمبود G۶PD، بیماری‌های سیستمیک همراه با کاهش گرانولوسیتهای خون ( مانند آرتریت روماتوئید و لوپوس اریتماتوز ) باید با احتیاط فراوان مصرف شود.

## مقادیر مصرف
بزرگسالان : برای ریشه کنی مالاریای ناشی از پلاسمودیوم ویواکس و پلاسمودیوم اوال، پس از درمان با کلروکین، پریماکین به مقدار mg/day ۱۵ برای ۲۱-۱۴ روز مصرف می‌شود و ممکن است یک دوره ۲۱ روزه دیگر نیز برای گونه‌های مقاوم از این دو نوع پلاسمودیوم به آن اضافه شود. مقدار مصرف دارو در بیماران مبتلا به کمبود G۶PD برای بزرگسالان ۳۰ میلی گرم یک بار در هفته برای ۸ هفته‌است و کمترین عارضه در بر دارد. برای پیشگیری از ابتلا به مالاریای فالسیپارم مصرف مقدار ۴۵-۳۰ میلی گرم به صورت دوز واحد پیشنهاد شده‌است.
کودکان : برای ریشه کنی مالاریای ناشی از پلاسمودیوم اوال دوره درمان ماند بزرگسالان است، ولی مقدار مصرف mg/kg/day۰/۰۲۵ می‌باشد. در کودکان مبتلا به کمبود G۶PD مقدار مصرف ۰۷۵/۰- ۵/۰ میلی گرم یک بار در هفته برای ۸ هفتهو کمترین عارضه را در بر دارد.